# Kuboctaëder

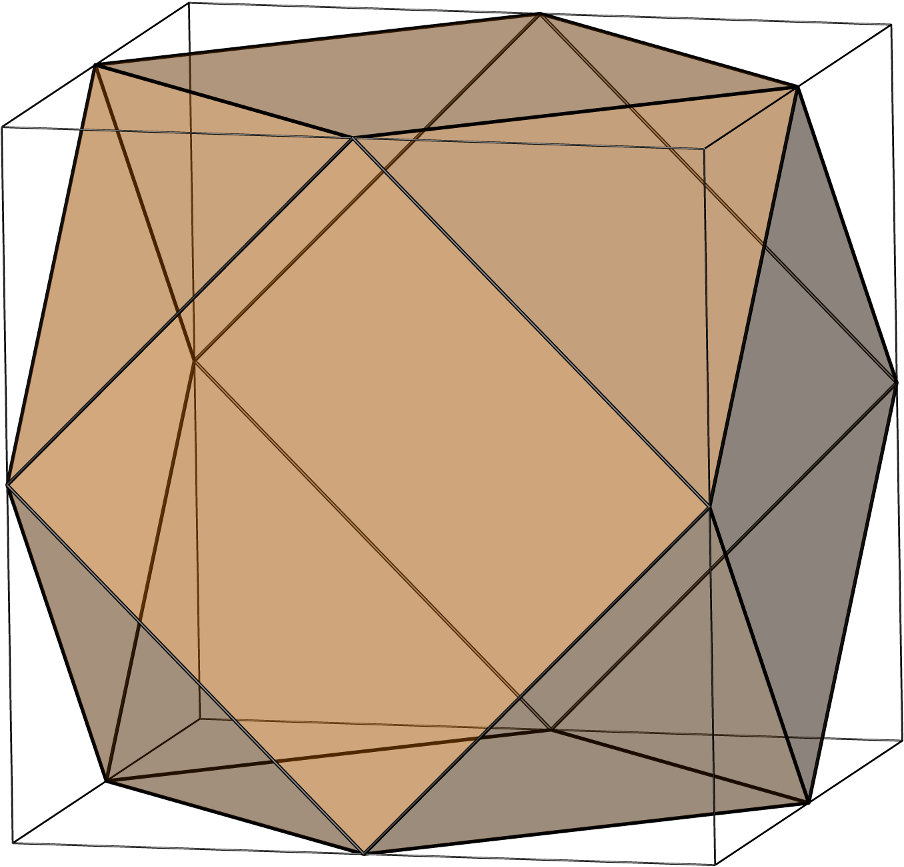
kuboctaëder in een kubus

Een kuboctaëder of halfregelmatig veertienvlak is een archimedisch lichaam, dus ook een halfregelmatig veelvlak. Het is een van de twee convexe veelvlakken, die niet zijvlaktransitief zijn, maar wel ribbetransitief. Het andere is de icosidodecaëder. Het heeft 14 zijvlakken, waarvan 8 driehoeken en 6 vierkanten, 12 hoekpunten en 24 ribben. Het is de coördinatiepolyeder in de kristalstructuur van indium.
Een kuboctaëder ontstaat door de acht hoekpunten van een kubus af te knotten, net zoals bij de afgeknotte kubus, maar dan zo dat van elk zijvlak slechts een gedraaid vierkant overblijft in plaats van een achthoek, of door de zes hoekpunten van een regelmatig achtvlak af te knotten. Het is daarmee een figuur tussen de kubus en het regelmatige achtvlak in. In ieder hoekpunt van een kuboactaëder snijden twee regelmatige zeshoeken elkaar, die de kuboactaëder omschrijven. Dat zijn vier regelmatige zeshoeken.
De oppervlakte A en inhoud V van een kuboctaëder waarbij {\displaystyle a} de lengte van een ribbe is, worden gegeven door:
{\displaystyle A=(6+2{\sqrt {3\ }})~a^{2}\approx 9,4641~a^{2}}
{\displaystyle V={5 \over 3}{\sqrt {2\ }}~a^{3}\approx 2,3570~a^{3}}
Er zijn verschillende manieren, waarop kuboctaëders zonder ruimteverlies zijn te stapelen, samen met
- regelmatige achtvlakken,
- kubussen en romboëdrische kuboctaëders en
- afgeknotte octaëders en afgeknotte tetraëders.